# Hilde Hawlicek

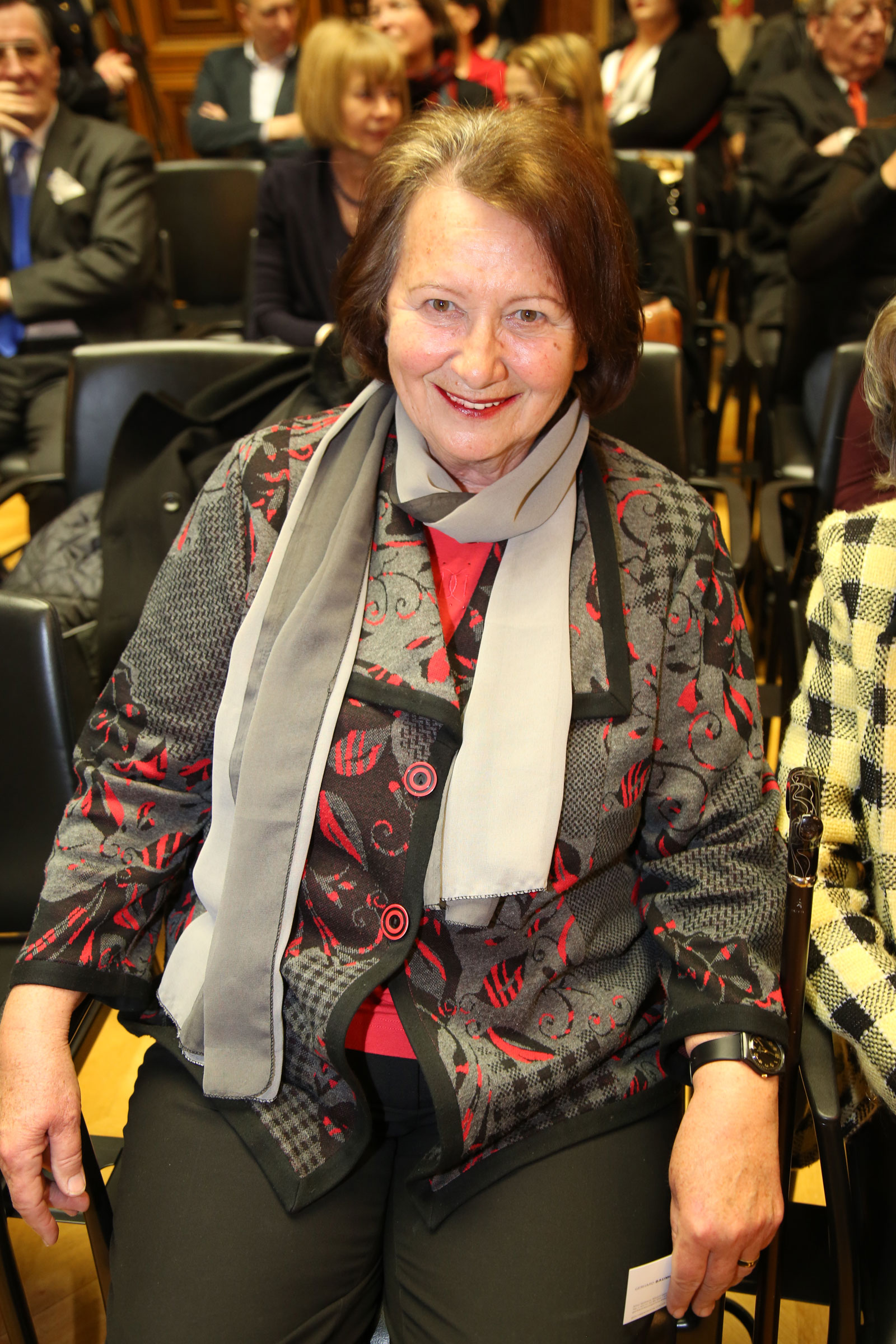
Hilde Hawlicek 2015

Hilde Hawlicek (* 14. April 1942 in Wien) ist eine ehemalige österreichische Politikerin (SPÖ).

## Leben
Hilde Hawlicek studierte Lehramt Deutsch und Geschichte an der Universität Wien, danach Politikwissenschaften am Ford-Institut in Wien. Von 1968 bis 1971 war sie als AHS-Lehrerin tätig.
Von 1971 bis 1976 war sie Mitglied des Bundesrates. In den Jahren 1976 bis 1987 und 1990 bis 1995 war sie Abgeordnete zum Nationalrat, von 1987 bis 1990 Bundesministerin für Unterricht, Kunst und Sport.
Von 1979 bis 1987 und von 1990 bis 1995 gehörte sie der österreichischen Delegation zur parlamentarischen Versammlung des Europarates an.
Von 1995 bis 1999 war sie Mitglied des Europäischen Parlaments.

## Filmographie
- Kaisermühlen Blues (Folge 40)

## Auszeichnungen
- 1980: Großes Silbernes Ehrenzeichen für Verdienste um die Republik Österreich[1]
- 1990: Großes Goldenes Ehrenzeichen am Bande für Verdienste um die Republik Österreich[2]
- 2007: Einspieler-Preis[3]
- 2010: Großer Verdienstorden des Landes Südtirol
- 2012: Ehrenkreuz für Wissenschaft und Kunst I. Klasse